# Batalla de Terespol

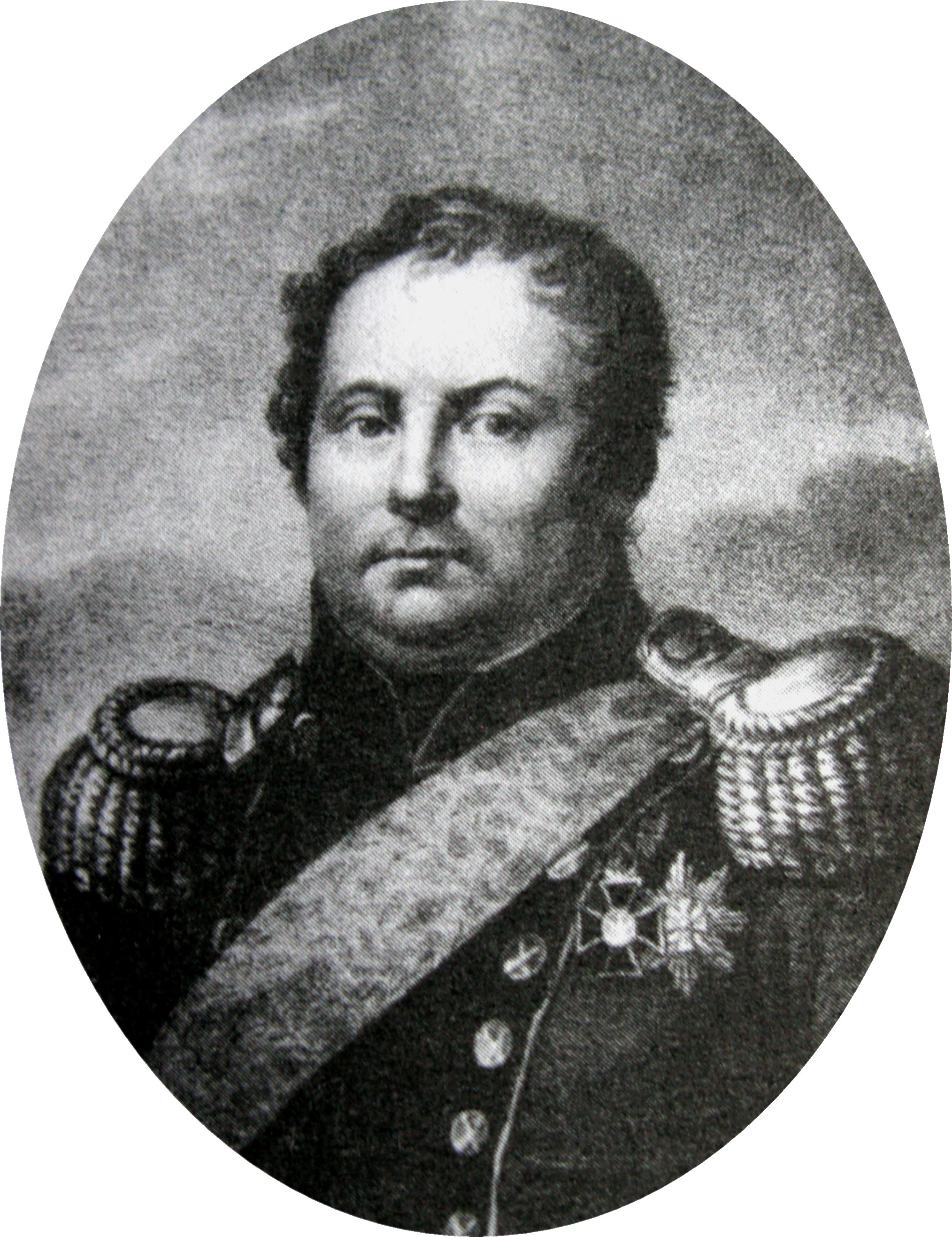
Karol Sierakowski, el comandante polaco.

La Batalla de Terespol (en polaco, Bitwa pod Terespolem, también conocida como Batalla de Brest) se libró el 19 de septiembre de 1794, cerca del pueblo de Terespol, entre rebeldes polacos y las fuerzas del Imperio Ruso. Los polacos fueron conducidos por Karol Sierakowski, y los rusos por Aleksandr Suvórov.

## La batalla
Antes del 19 de septiembre los rebeldes polacos se fortificaron en los pantanos cercanos a la ciudad de Brest. Por la noche (a las 2 de la mañana, de acuerdo con una fuente), Aleksandr Suvórov movió sus tropas cerca de las posiciones polacas, y atacó al amanecer. El combate duró seis horas, a menudo con combate cuerpo a cuerpo, pero los rusos finalmente lograron ganar la mano, destruyendo la fuerza polaca. 500 de los hombres de Sierakowski fueron hechos prisioneros, y los campos de todo Brest estaban cubiertas de cadáveres. Los polacos perdieron la totalidad de sus 28 piezas de artillería y dos banderas. Según fuentes rusas, el propio Sierakowsky huyó a Siedlce con un destacamento de su cuerpo de caballería. Un informe militar de Rusia declaró que las pérdidas de su lado se situaron en 95 muertos y 228 heridos, sin embargo, en realidad, se estima que alrededor de 1.000 rusos fueron asesinados.

## Consecuencias
La victoria de Rusia en Terespol tuvo un gran impacto en la moral polaca. El mismo Tadeusz Kościuszko estaba angustiado por la pérdida. En agosto, anunció en una reunión que en septiembre, el Imperio Otomano declararía la guerra a Rusia y que "Suvórov, ocupado [por ellos], no podría estar en Polonia." Posteriormente, hubo rumores de que un general relativamente de bajo rastrillar cosaco llamado Suvórov, en contraposición al conocido, iba a liderar la lucha de Rusia en Polonia. Después de la batalla de Terespol, sin embargo, se hizo evidente que Suvórov fue una de las primeras líneas.

### Respuesta de Kościuszko
Kościuszko se apresuró a Siedlce para reunir a sus tropas y evitar la propagación del pánico. Él explicó que la derrota en Terespol no era culpa de los comandantes polacos, sino más bien de que los rusos simplemente tenían superioridad numérica. También presentó varios de sus comandantes con nuevos premios, con anillos de oro con inscripciones con el lema "La patria a su defensor". A pesar de los esfuerzos de Kościuszko, la moral polaca aún sufría. Esto se evidencia en un informe presentado por Kościuszko a los jefes del ejército lituano en Grodno:

Advierto a todo el ejército; si alguien lo perturba con la charla sobre si es imposible resistir a los moscovitas, o empieza a gritar durante el momento de la batalla que los moscovitas están en la retaguardia, que nos están cortando, o similares, será inmediatamente bloqueado en puños, entregado a un tribunal y, alzando la culpa, el tiro. Ordeno al general Makranowski que durante la batalla, parte de la infantería con artillería siempre están detrás de la línea con el cañón cargado con metralla, que dispararan a los que huyen. Que todos sepan que al avanzar, obtendrán la victoria y la gloria, y sino, por dar marcha atrás, se reunirá la vergüenza y la muerte inminente. Si entre los que sirven allí son los que están convencidos de que los moscovitas no pueden ser derrotados, las personas que son indiferentes a su patria, la libertad y la gloria, pueden anunciar con antelación su renuncia al deber. Me duele que deba establecer tales duras reglas.

Kościuszko vio en la necesidad de recordar a sus subordinados de su legado histórico:

Algunas decenas de sus antepasados podrían haber conquistado todo el estado moscovita, traídos sus zares con grilletes, designado a los moscovitas un señor - pero usted, descendientes de aquellos muy polacos [sic], pueden dudar de los éxitos de la lucha por la patria, la libertad, y de sus casas, de parientes de sangre y para los amigos, y consideran invencible esas bandas depredadoras, que toman la delantera en la que sólo están por su cobardía.

### Reacción en Rusia
En San Petersburgo, la victoria de Suvórov fue muy bien recibida. Catalina la Grande le concedió un costoso sombrero con un diamante y tres cañones capturados de los polacos; Piotr Rumyántsev-Zadunayski agradeció a Suvórov y presentó una evaluación más favorecedora de sus esfuerzos.